# Hemelvaartkathedraal (Novotsjerkassk)
De Kathedraal van de Hemelvaart of Voznesenski-domkerk (Russisch: Вознесенский собор; Voznesenski sobor) is een Russisch-orthodoxe kathedraal in de Russische stad Novotsjerkassk. De kathedraal is bijna 75 meter hoog en biedt plaats aan 5.000 gelovigen.

## Geschiedenis
De eerste steen voor de bouw van de kathedraal werd bij de stichting van de stad in 1805 gelegd. De werkzaamheden begonnen echter pas zes jaar later, op 1 oktober 1811. Het ontwerp van de kathedraal was afkomstig van de Zwitserse architect Luigi Rusca. Nadat Luigi Rusca in 1818 Rusland had verlaten, werd iemand anders met de naam Amrossimov als nieuwe architect benoemd. Diens ontwerp bleek echter niet stabiel genoeg om de koepel van de kerk te kunnen dragen. In 1846 stortte de grootste koepel in, hetgeen zich herhaalde in 1863 met het ontwerp van weer een andere architect. In 1891 werd besloten verder te gaan met een derde variant van de architect A.A. Jasjtsjenko. De Russische tsaar Alexander III van Rusland gaf op 24 maart 1891 zijn toestemming. Ten slotte kwam de kathedraal gereed in 1904 en werd gewijd op 6 mei 1905. De kathedraal kreeg koepels belegd met een laagje zuiver goud en het grootste kruis werd ingelegd met Boheems bergkristal.

## Sovjet-periode
Onmiddellijk na de Oktoberrevolutie werd de bedekking van de koepels vervangen door eenvoudig ijzerplaat. De kathedraal werd gesloten in 1934. Tijdens de Duitse bezetting van de stad werd de kathedraal weer opengesteld voor de erediensten. Na de oorlog werd de danig vervallen kerk niet meer gesloten en werd het vieren van de liturgie toegestaan, terwijl de benedenruimte van de kerk dienstdeed als supermarkt.

## Heropening
Kort voor de ineenstorting van de Sovjet-Unie keerde de kathedraal terug in het bezit van de Russisch-orthodoxe Kerk. In 2001 ving men aan met de restauratie met als doel de kathedraal haar oorspronkelijke grandeur terug te geven. Op de 200e geboortedag van de stad Novotsjerkassk en 100 jaar na de wijding van de kathedraal werden de restauratiewerkzaamheden afgerond.

## Architectuur
De kathedraal is een rijk gelede centraalbouw van lichte steen in neobyzantijnse stijl. De kerk heeft een grote koepel met daarom heen gegroepeerd vier hoektorens (elk bekroond met een koepel) en vijf kleinere koepels. Drie van vier kruisarmen worden door apsissen afgesloten. De vierde arm betreft de narthex, waarboven een klokkentoren is gebouwd.